# Light & Wonder
Light & Wonder, Inc., anciennement Scientific Games Corporation (SG), est une entreprise américaine spécialisée dans les jeux d'argent, notamment la loterie, mais également les paris mutualisés et l'ensemble des jeux d'argent électroniques. Elle entretient un établissement basé à Montréal sous la dénomation de Les Produits Scientific Games (Canada) qui assure notamment l'impression des billets de loterie pour Loto-Québec.

## Histoire
L'entreprise retrace son histoire jusqu'à Autotote, un fabricant de systèmes de totalisateur pour les paris mutuels sur les hippodromes. L'histoire d'Autotote remonte à 1917, lorsque George Julius a fondé Automatic Totalisators Limited en Australie pour construire le système de totalisateur qu'il avait inventé,.
Automatic Totalisators a ouvert un bureau à New York en 1953, avant de le déplacer à Wilmington (Delaware) en 1956, puis à Newark (Delaware) en 1972. En 1978, la division américaine a été renommée Autotote Ltd. pour refléter sa diversification vers d'autres activités, comme les systèmes de loterie, les paris hors hippodrome et la gestion des machines à sous.
En 1979, Autotote Ltd. a été acquise pour 17 millions de dollars par un groupe dirigé par Thomas H. Lee Co.
En 1989, United Tote, une autre entreprise leader des systèmes de totalisateur, a acheté Autotote pour 85 millions de dollars. Avant l'intégration des deux sociétés, la fusion a été contestée par les régulateurs fédéraux en matière d'antitrust,. Un jugement en 1991 a contraint l'entreprise à se scinder. Les actifs de United Tote ont été revendus à ses fondateurs, la famille Shelhamer, et le reste de l'entreprise a été renommé Autotote Corporation, devenant une société cotée en bourse.
En 2000, Autotote a acheté Scientific Games Holdings Corp., un fabricant de billets de loterie instantanée, pour 308 millions de dollars. Fondée en 1973, Scientific Games a introduit le premier billet de loterie instantané sécurisé en 1974. L'entreprise fusionnée a pris le nom de Scientific Games Corporation en 2001.
En 2006, l'entreprise a acquis les opérations de loterie de la société suédoise EssNet, ainsi que The Global Draw, qui fournit des machines de jeux basées sur serveur aux établissements de paris au Royaume-Uni. Une autre société de jeux basée au Royaume-Uni, Barcrest, a été acquise auprès d'IGT en 2010. Barcrest est propriétaire de Deal Games et fabricant de terminaux de paris et de jeux.
En 2013, Scientific Games acquiert WMS Industries pour 1,5 milliard de dollars.
En août 2014, Scientific Games acquiert Bally Technologies, un constructeur de machines à sous basé à Las Vegas, pour 5,1 milliards de dollars.
En septembre 2021, Endeavor annonce l'acquisition d'OpenBet, une entreprise de pari sportif à Scientific Games pour 1,2 milliard de dollars.
En mars 2022, Scientific Games décide de changer de nom et devient Light & Wonder, Inc..
En mai 2022, après avoir conclu un accord de distribution exclusif avec l'entreprise en Europe et en Amérique du Nord, Light & Wonder a acquis Playzido. 
En mai 2023, Light & Wonder entre en bourse à l'Australian Securities Exchange.